# Рафаил (Гумилевский)
Епископ Рафаил (в миру Гео́ргий Петро́вич Гумиле́вский; 1886, Рышково, Курская губерния — 6 января 1938, Казань) — епископ Русской православной церкви, епископ Александровский, викарий Ставропольской епархии.

## Биография
Георгий Гумилевский родился в 1886 году или в 1887 году в дворянской семье в селе Рышково Рышковской волости Курского уезда Курской губернии, ныне село — административный центр Рышковского сельсовета Курского района Курской области.
Получил духовное образование, рукоположён во священника с обетом безбрачия. С 1908 по 1916 год — инспектор Пермской духовной семинарии.
Окончив Петровскую сельскохозяйственную академию, служил агрономом в Серпухове до 1920 года, когда по болезни (туберкулёз лёгких) оставил службу и принял сан священника. Затем проживал в Подольске.
13 (26) сентября 1924 года в церкви Воскресения Словущего в Барашах хиротонисан во епископа Александровского, викария Ставропольской епархии. Хиротонию возглавил патриарх Тихон.
Как показывал в 1933 году на допросе сам епископ Рафаил, «проводя уединенный образ жизни, я занимался исключительно церковной деятельностью, широкого знакомства не имел».
24 марта 1925 года в Ставрополе был арестован, заключён в Бутырскую тюрьму. Епископ Рафаил (Гумилевский) был приговорён к трём годам концлагеря и 11 декабря 1925 года отправлен в Соловецкий лагерь особого назначения.
В июле 1926 году принимал участие в составлении «Соловецкого послания» (обращения к правительству СССР православных епископов из Соловецких островов).
13 июля 1928 года Особым совещанием при коллегии ОГПУ СССР приговорён к трём годам ссылки на Урал с лишением права проживания в шести городах СССР. Из показаний на следствии 1933 года: «Из концлагеря на Соловках я был отправлен на Урал. Прибыл в Свердловск осенью 1928 года. Далее был отправлен в Ирбит. В ноябре 1928 года я был отправлен через Туринск в Таборинский район и далее к месту ссылки в деревню Шагули».
В декабре 1932 года епископ Рафаил приехал в Шадринск Уральской области, где остановился на квартире ссыльного священника Симеона Краснова. По прибытии в Шадринск обратился с вопросом к уполномоченному местного ГПУ Вавилову: «имею ли я право совершать богослужения в местных православных храмах?», на что получил ответ: «Конечно». После этого несколько раз служил во Владимирском и кладбищенском храмах, но неожиданно получил запрещение к совершению богослужений, подчинился и с тех пор не служил.
27 января 1933 года арестован в Шадринске «за антисоветскую агитацию», содержался в тюрьме в одной камере с епископом Челябинским Сергием (Васильковым) и другими священниками. 4 июня 1933 года приговорён по ст. 58-10 Уголовного кодекса РСФСР к трём годам ссылки и отправлен в Казакскую АССР.
Священник Николай Епишин показывал: «Он действительно вёл строго аскетическую жизнь. Владыка был очень осторожен в советах верующим. Всегда говорил им, чтобы не обращались к нему в церкви, а приходили на квартиру. Говорил, что давать советы в церкви значит обращать внимание на себя, быть на виду. Лучше и свободнее жить, когда на вас не обращают внимания».
Весной 1936 года освобождён из ссылки, проживал на станции Васильево Зеленодольского района Татарской АССР.
13 декабря 1937 года арестован как участник нелегальной организации «истинно-православных христиан странствующих» и заключён в Казанскую тюрьму. 31 декабря приговорен тройкой при НКВД ТАССР по ст. 58-10 УК РСФСР как участник ИПХС и за фашистскую агитацию к расстрелу с конфискацией имущества и 6 января 1938 года расстрелян. Похоронен в Казани. По другим данным, расстрелян в Семипалатинске в 1937 году.
Реабилитирован 26 мая 1989 года Курганской областной прокуратура по приговору от 4 июня 1933 года. Реабилитирован в июле 1989 года по приговору к расстрелу.

## Семья
- Сестра — Клеопатра Петровна Гумилевская (1888, Рышково, Курская губерния, — 23 сентября 1933, Москва, погребена на Ваганьковском кладбище)[4].
- Сестра — Мария Петровна Гумилевская
- Двоюродный брат — архиепископ Филипп (Гумилевский) (4 (16) августа 1877 года, Москва — 22 сентября 1936, Иваново)[5]